# Franciaországi Ágnes bizánci császárné
Franciaországi Ágnes (1171 – 1240 után) Champagne-i Adél és VII. Lajos francia király második gyermeke, bizánci császárné.

## Gyermekkora
Franciaországi Ágnesnek egy édestestvére volt, Fülöp trónörökös, aki 1165-ben született. Apja előző két házasságából négy nővére – Mária, Alix, Margit és Adél – volt.
1178–79 telén diplomáciai tárgyalások kezdődtek I. Manuél bizánci császár és VII. Lajos között, miszerint gyermekeik, Alexiosz és Ágnes eljegyzik egymást. Ehhez a frigyhez még 1171 elején megszerezték III. Sándor pápa jóváhagyását is. 1179 húsvétján a hajó elindult, fedélzetén a hercegnővel Montpellierből. 1179 késő nyarán Ágnes megérkezett Konstantinápolyba, ahol 70 magas rangú hölgy fogadta, akiknek az volt a dolguk, hogy illő módon és szívélyesen üdvözöljék jövendő császárnéjukat, és bevezessék a 8 esztendős lányt új hazája hagyományaiba. Leendő férje, Alexiosz 13 éves volt ekkor.
Az esküvői ceremóniára 1180. március 2-án került sor a Nagy Palotában, és a menyasszony új, bizánci nevet kapott: Anna. A szertartást Thesszaloniki-i Eusztáciusz érsek celebrálta, ünnepi beszédének címe ez volt: Szónoklat a két királyi gyermek frigyének nyilvános ünnepségén.

## Harc a trónért
Szeptember 24-én meghalt Ágnes apósa, Mánuel császár, és a mindössze 14 esztendős Alexiosz követte őt a császári trónon. Az uralkodó zsenge kora és tapasztalatlansága miatt anyja, Antiochia-i Mária anyacsászárné kormányozta eleinte a birodalmat, egészen addig, amíg 1183-ban fel nem bukkant a trónkövetelő I. Komnenosz Andronikosz, aki Mánuel első unokatestvére volt.
Megindult a harc a koronáért, és Andronikosz rendkívül kegyetlenül járt el: Mánuel özvegyét, Máriát kivégeztette, riválisát, a csupán 17 esztendős Alexioszt pedig októberben megfojtatta, özvegyen hagyva a mindössze 12 éves Ágnest, aki így kénytelen volt nőül menni a 65 esztendős Andronikoszhoz, akinek ő lett a második felesége. Andronikosz két unokahúgával is viszonyt folytatott: Eudokiával és Teodórával, valamint egy másik asszonnyal, egy bizonyos Antiochiai Filippával, aki a néhai Alexiosz anyjának, Máriának volt a húga. Andronikosznak már volt két fia az első nejétől, valamint egy lánya és egy fia Teodórától.

## Andronikosz bukása
Ágnes két évig volt a trónbitorló császár hitvese, egészen annak 1185 szeptemberi trónfosztásáig, amikor is Andronikosz hajón menekülni kényszerült Konstantinápolyból, felesége és szeretője, Maraptike kíséretében. Egészen a Fekete-tenger partjáig sikerült eljutniuk, ahonnan megpróbáltak továbbszökni a Krím félszigetre, azonban hajójuk nem tudott tovább menni a szembeszél miatt. Andronikosz ekkor visszatért Konstantinápolyba, ahol a feldühödött nép szeptember 12-én megölte őt.
Konstantinápoly 1204-es eleste után az ottani nemesek még mindig úgy tisztelték az asszonyt, mint az egykori császárnét. Akkoriban az özvegy még mindig igen fiatal volt, csupán 30 éves, és állítólag ideje nagyobb részét a bizánci császári udvarban töltötte.
1204 nyarán Ágnes feleségül ment Theodórosz Branaszhoz, a keresztesek egyik katonai vezetőjéhez, és még egy lányuk is született, aki Narjot de Toucy felesége lett. A hányatott sorsú asszony 1220-ban hunyt el, de egyes források 1240-et említik halála lehetséges időpontjaként. Halálával kapcsolatban annyi bizonyos csak, hogy 1204 után történt.

## Gyermeke
- Harmadik férjétől, Theodórosz Branasz (–1219 körül) bizánci úrtól, 1 leány:
  - Branaina N. (1205 körül–1239 (előtt)) úrnő, feleségül ment Toucy Narjothoz, a Konstantinápolyi Latin Császárság későbbi régenséhez. Házasságukból négy gyermek született:
    - Fülöp (1220 körül–1277), a Konstantinápolyi Latin Császárság régense, felesége Portia, Ottó roye-i úr lánya, 2 fiú, többek között:
      - (IV./I.) Narjot (1250 körül–1293), Laterza ura, a Szicíliai Királyság tengernagya, Durazzó főkapitánya, felesége I. Lúcia (1265 körül–1299) címzetes antiochiai hercegnő és tripoliszi grófnő, 1 fiú:
        - Fülöp (1285 körül – 1300. január 17. után) címzetes antiochiai herceg, jegyese Anjou Eleonóra (1289–1341) nápolyi királyi hercegnő, II. Károly nápolyi király és Árpád-házi Mária magyar királyi hercegnő lánya, később feleségül ment II. Frigyes szicíliai királyhoz.

    - Anselin (–1273), Mottola ura, felesége N. N., Tournay-i Ottónak, Kalavrita bárójának az özvegye, gyermekei nem születtek
    - Ágnes, férje II. (Villehardouin) Vilmos achajai (moreai) herceg (1208 (után)–1278), 1 leány
    - Margit (–1279 (körül)), férje Leonardo di Veruli achajai kancellár (–1281)

| Előző Antiochiai Mária önmaga mint özvegy császárné | Bizánci császárné 1180 – 1183 1183 – 1185 | Következő önmaga mint özvegy császárné Árpád-házi Margit (Mária) |